# Rosa Petzel
Rosa Petzel (* 21. April 1831 in Schollene; † 27. März 1912 in Loschwitz) war eine deutsche Malerin und Schriftstellerin, die unter den Pseudonymen Gotthilf Rosen und Martin Claudius publizierte.

## Leben
Sie war die Tochter des Pastors Friedrich Wilhelm Petzel (1802–1874) und erhielt ersten Unterricht mit ihren vier Geschwistern bei ihrem Vater, der sie auch bei ersten Versuchen im Zeichnen anleitete. Zusammen mit ihrer Mutter, Wilhelmine Petzel, geb. Lentze (1802–1885), veröffentlichte sie ihre erste Erzählung unter dem Pseudonym Gotthilf Rosen. Ihre Schwestern Marie Petzel und Minna Petzel waren an weiteren Veröffentlichungen unter dem gemeinsamen Pseudonym Martin Claudius beteiligt. Mutter und Schwestern lieferten Beiträge zu Thekla von Gumperts Töchteralbum und Herzblättchens Zeitvertreib. Als Rosa Petzel einen Auftrag zum Kopieren älterer Porträts aus dem Besitz der Familie Bismarck erhielt, konnte sie sich mit dem dafür erhaltenen Geld eine Malerinnenausbildung bei bekannten Malern leisten. Sie nahm Unterricht bei Julius Schrader, Oscar Begas und Gustav Richter und besuchte Ferdinand Pauwels in Weimar und Gisbert Flüggen in München. Nach einer längeren Krankheit ging sie für einige Zeit nach Italien. Nach ihrer Rückkehr arbeitete sie als Porträtmalerin mit eigenem Atelier in Berlin. Hier gehörte sie 1866/67 zu den Gründerinnen des Vereins der Künstlerinnen und Kunstfreundinnen, einer der ersten Frauenorganisationen in diesem Beruf. 1899 zog Rosa Petzel mit ihren zwei ebenfalls unverheiratet gebliebenen Schwestern nach Loschwitz, wo sie sich eine Villa hatte bauen lassen. Dort verstarb sie während der Vorbereitungen für einen Umzug nach Weimar an einem Schlaganfall.

## Werke
- Weihnachtshimmel für Kinder von 8–10 Jahren. Von Gotthilf Rosen. Wohlgemuth, Berlin 1850.[1]
- Erzählungen für die Jugend. Berlin 1852.[2]
- Marie Friedberg oder die Macht der Versuchung. Eine Geschichte aus dem Volke für Junge und Alte erzählt. Wohlgemuth, Berlin 1853.
- Der Räuber Daniel und das mutige Hannchen; Toni oder das verlorene Kind; Schwester Ursula; Die Savoyardenknaben. Berlin 1862.[3]
- Kleine Erzählungen. 2. Bände. Flemming, Glogau 1867.
- Rheinsagen. Der reiferen Jugend erzählt. Hirt, Leipzig 1876. Neuausgabe Salzwasserverlag Paderborn 2012. ISBN 978-3-8460-0235-3
- Licht und Schatten. Eine Erzählung für die reifere Jugend. Flemming, Glogau 1876.[4]
- Alte Märchen in neuen Kleidern. Rauh, Berlin 1880.
- Die schönsten Märchen aus 1001 Nacht. Für die Jugend bearbeitet. Kaufmann, Dresden 1881.
- (Mit Marie und Minna Petzel) Für kleine Mädchen, welche lesen gelernt haben. 2. Bände. Flemming, Glogau 1883. (Digitalisat Band 1)